# Eudaemonia barnsi
Eudaemonia barnsi är en fjärilsart som beskrevs av James John Joicey och Talbot 1921/24. Eudaemonia barnsi ingår i släktet Eudaemonia och familjen påfågelsspinnare. Inga underarter finns listade i Catalogue of Life.